# Galugah
Galūgāh (farsi گلوگاه) è il capoluogo dello shahrestān di Galugah, circoscrizione Centrale, nella provincia del Mazandaran in Iran. Aveva, nel 2006, una popolazione di 18.720 abitanti. 